# Ohrada (rybník)
Ohrada je rybník malé rozlohy v Praze–Kunraticích, nacházející se mezi ulicemi K Libuši, K Zeleným domkům a Krále Václava IV. a Fadějevova.

## Historie a využití
Rybník byl vybudován, aby zachycoval dešťovou vodu z lokality Tří svatých, odkud sem tekl potůček. Po novodobé přestavbě Vídeňské ulice slouží pro zachycování vody od Vídeňské až po kunratický zámek. V průběhu výstavby splaškové kanalizace v 90. letech 20. století došlo k porušení dna rybníčku, ten tak přišel o svoji funkci. Ohrada přišla cca po roce 2010 o svůj přirozený přítok od Tří svatých, čímž je její plnění závislé téměř výhradně na spadlých srážkách. Krátce po poslední rekonstrukci bylo ověřeno, že jeden prudký déšť dokáže Ohradu během hodiny naplnit. Výpusť rybníka je směřována do zatrubněné dešťové kanalizace pod ulici Krále Václava IV. a pokračuje pod ulicí do retenční a usazovací nádrže pod ulicí Kriváňská, která vodu následně vypouští do Kunratického potoka přes Dolnomlýnský rybník.
V roce 2000 zde byla z peněz Státního fondu životního prostředí ČR položena vodotěsná fólie na dno rybníka. Po dvaceti letech ale došlo k jejímu narušení. V roce 2020 prošel rybník díky dotaci od vedení pražského magistrátu, především díky iniciativě Jany Plamínkové a Petra Hlubučka, velkou rekonstrukcí. Bylo vytvořeno nové kamenné obložení a došlo k revitalizaci okolí vodní plochy. Připravuje se instalace ptačího ostrova a revitalizace prostředí okolo rybníka, zejména chodníků.
Rybník je v 21. století využíván zejména jako rekreační místo a západní břeh pro cvičení místní jednotky dobrovolných hasičů. Není určen ke koupání.